# Композитор Санкт-Петербург
Издательство «Композитор • Санкт-Петербург» (официально — Акционерное общество Издательство «Композитор Санкт-Петербург», кратко АО Издательство «Композитор СПБ») основано в 1930 году, форму собственности ЗАО получило в 1992 году, АО — в феврале 2018 г. Основные направления: издание произведений современных российских композиторов, музыкальной классики, учебников и хрестоматий для всех уровней музыкального образования, научной и учебной литературы о музыке, словарей и энциклопедий, мемуаров.

## История издательства
- 1930—1956 гг. — Музгиз.
- 1956—1992 гг. — Всесоюзное издательство «Советский композитор» (с отделениями в Москве, Ленинграде и Киеве).
- 1992 г. — ЗАО Издательство «Композитор Санкт-Петербург».
- 2018 г. — АО Издательство «Композитор СПб».

В советские годы в ленинградском отделении издательства печатались композиторы: Борис Арапов, Вениамин Баснер, Валерий Гаврилин, Исаак Дунаевский, Андрей Петров, Сергей Слонимский, Василий Соловьёв-Седой, Борис Тищенко, Юрий Фалик, Георгий Фиртич, Дмитрий Шостакович, Арво Пярт и Вельо Тормис (Эстония), Витаутас Баркаускас (Литва), Раймонд Паулс (Латвия), Игорь Лученок (Белоруссия).
В 1990-х — 2000-х годах издательство занялось выпуском учебной музыкальной литературы, продолжило сотрудничество с современными академическими композиторами (Сергеем Слонимским, Борисом Тищенко, Валерием Гаврилиным, Александром Кнайфелем, Леонидом Десятниковым и мн. др.), стало издавать классическую музыку (в том числе и классику XX века: Сергея Прокофьева, Дмитрия Шостаковича, Владимира Щербачёва, Арама Хачатуряна, Альфреда Шнитке, Валерия Гаврилина).

## Современные проекты
Продукция издательства включает в себя музыкальную сцену, сольное пение, хор, симфоническое и камерное исполнительство, педагогику, музыкознание, музыку быта, любительское музицирование, просветительство.
Среди композиторов, чьи ноты печатаются издательством — Сергей Баневич, Леонид Десятников, Игорь Друх, Яков Дубравин, Анатолий Кальварский, Анатолий Королёв, Григорий Корчмар, Жаннэта Металлиди, Герман Окунев, Георгий Портнов, Александр Попов, Исаак Шварц…
В 2001 году начат выпуск 20-томного собрания сочинений Валерия Гаврилина, в рамках полного собрания сочинений продолжается публикация собраний сочинений Альфреда Шнитке, Андрея Петрова, Александра Кнайфеля, с 2017 года началось издание Малого собрания сочинений Мечислава Вайнберга. Издаётся собрание сочинений музыковеда Михаила Друскина.
Печатается многотомный словарь «Музыкальный Петербург» (частью его стал получивший известность энциклопедический словарь «Музыкальный Петербург. XVIII век») — результат 20-летнего труда коллектива ученых Российского института истории искусств РАН (редактор-составитель А. Л. Порфирьева).
Одно из приоритетных направлений — издание материалов и исследований о Д. Д. Шостаковиче: письма Шостаковича И. И. Соллертинскому, «Письма к другу» (первая публикация 300 писем композитора к И. Д. Гликману, осуществленная совместно с издательством DSCH), «Письма Д. Д. Шостаковича к Б. И. Тищенко», два тома документов, материалов, статей, писем (редактор-составитель Л. Г. Ковнацкая), книга Элизабет Уилсон «Жизнь Шостаковича, рассказанная современниками» и др.
Осуществлены издание писем Арнольда Шёнберга, выпуск документальной биографии Альбана Берга на русском языке (автор Ю. С. Векслер), публикация «Музыкальной азбуки» Готфрида Кирхгофа (автор А. П. Милка), уртекста клавирных партит И. С. Баха BWV 825—827 (публ. Т. В. Шабалина), книга в жанре документальной биографии «Яша Хейфец в России. Из истории музыкальной культуры Серебряного века» (автор Г. В. Копытова), «Русская книга о „Finale“» (авторы С. Лебедев, П. Трубинов). В русском переводе выпущен автобиографический труд Николая (Николаса) Слонимского «Абсолютный слух: История жизни» («Perfect Pitch: A life story»).
Опубликованы труды музыковедов Мориса Бонфельда, Абрама Гозенпуда, Генриха Орлова, Екатерины Ручьевской, фольклориста Владимира Бахтина, исследователя джаза Ефима Барбана.
В середине 2000-х годов издательство возобновило выпуск оперных и балетных клавиров, русской хоровой музыки.
С 2005 года издательство «Композитор • Санкт-Петербург» совместно с Союзом композиторов Санкт-Петербурга под патронатом художественного руководителя и генерального директора Мариинского театра Валерия Абисаловича Гергиева осуществляет работу всероссийского благотворительного проекта «Музыкальное приношение будущему», в рамках которого библиотеки музыкальных учебных заведений России получают в дар современные учебники и ноты.
В мае 2018 года издательство организовывало выставку музыкальной продукции в «Доме музыки» в рамках фестиваля «Петербургская музыкальная весна».

## Награды
Книги и ноты издательства «Композитор • Санкт-Петербург» удостаивались почётных наград и становились победителями конкурсов:
- Издательство «Композитор • Санкт-Петербург» объявлено лучшим музыкальным издательством 2010 года (по версии газеты «Музыкальное обозрение»[5])
- монография Юлии Векслер «Альбан Берг и его время: опыт документальной биографии» (2009) включена газетой «Музыкальное обозрение» в список книг-лауреатов.